# Миру — мир! (скульптура)

Миру — мир!

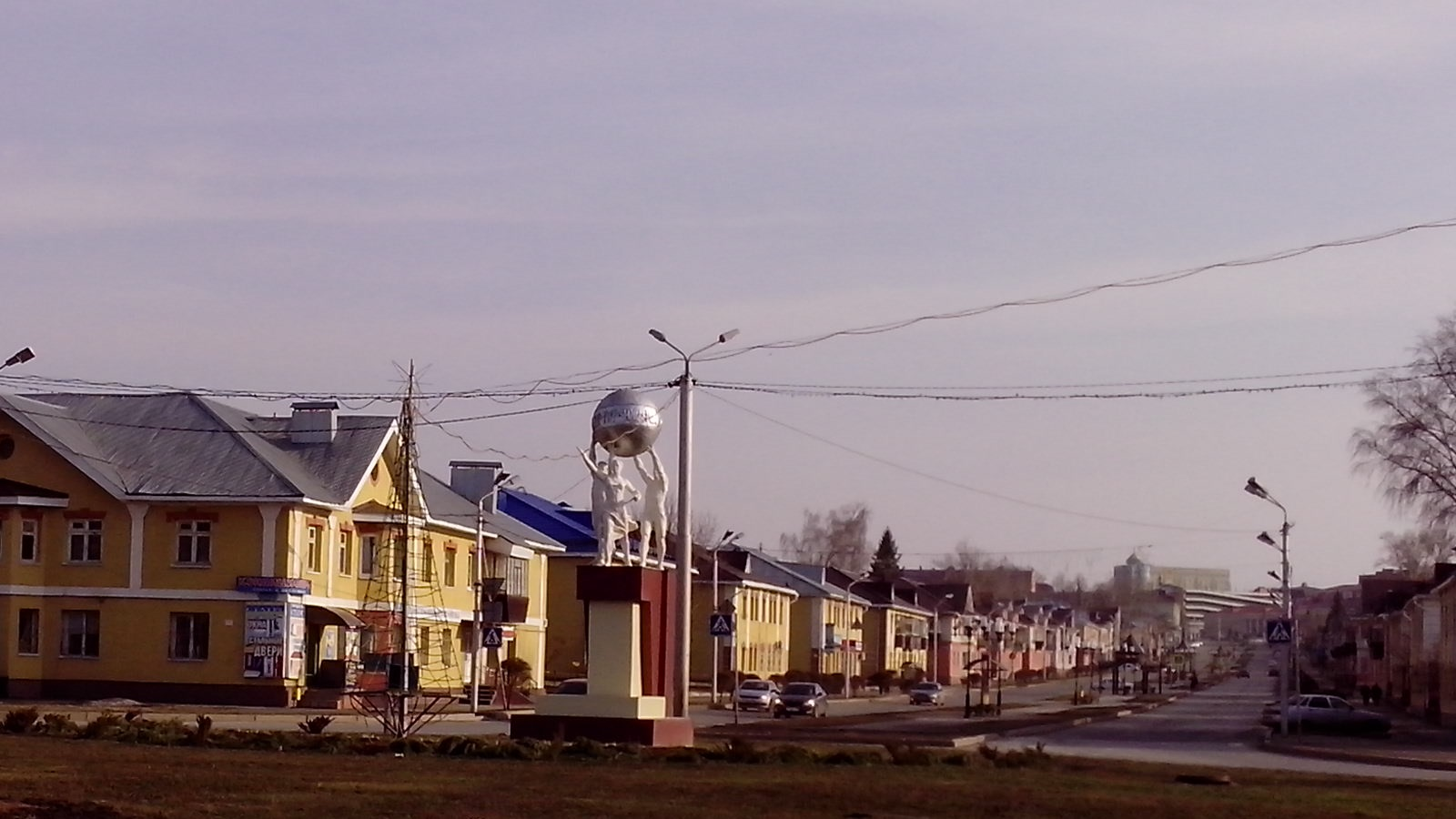
Памятник в Альметьевске украшает исторический парадный въезд в город по улице Чехова.

«Миру — мир!» — монументальная скульптурная композиция работы Станислава Людвиговича Савицкого, воздвигнутая в ряде советских городов в 1955-59 годах. По замыслу скульптора, памятник олицетворяет «миролюбивую политику» Советского Союза в период нарастания угрозы ядерной войны и глобальной катастрофы. Скульптура, в рамках традиций советской пропаганды соответствующего периода, посвящена «борьбе за мир», дружбе народов, «грядущему коммунистическому освобождению и преображению человечества» — представители некогда противопоставляемых друг другу рас несут на своих руках земной шар, обвитый лентой с надписью «МИР» на многих языках:
- МИР (русский, украинский, болгарский, сербский)
- POKÓJ (польский, словацкий)
- FRIEDEN (немецкий)
- PAIX (французский)
- MÍR (чешский, сербско-хорватский, словенский)
- PAZ (испанский, португальский)
- PEACE (английский)
- 和平 (китайский)

## Краткая информация об авторе монумента
Станислав Людвигович Савицкий родился 28 декабря 1916 года в деревне Воропонка Шкловского района Могилевской области; по национальности поляк. Будучи военным техником, был арестован 17 июля 1938 года, обвинён в шпионаже, но 31 января 1939 года реабилитирован. В начале 50-х годов с отличием окончил Московский институт прикладного и декоративного искусства. До начала 60-х годов активно работал в области монументальной скульптуры: выполненные им памятники и скульптурные композиции можно найти во многих городах СССР. Возглавлял кафедру графики Московского заочного педагогического института. Профессор, член Союза художников СССР.

## Описание памятника
Композиция Савицкого была создана в нескольких авторских повторениях. Согласно информации краеведов и датированным фотографиям, первоначально монумент воздвигли в 1955 г. в молодом городе нефтяников Альметьевске (Татарская АССР; парадный въезд по улице Чехова) и одном из центров ГУЛАГА Ухте (Коми АССР; площадь Мира; не сохранился), затем был повторен в Воркуте (Коми АССР; парк имени 40-летия ВЛКСМ; не сохранился) и Москве (сквер на площади Новодевичьего монастыря, лицом к улице 10-летия Октября; отличается от предыдущих используемыми материалами и расположением надписи на испанском; с конца XX века полуразрушен).

## Первый монумент в Альметьевске
Ныне наибольший интерес и ценность представляет первый и единственный полностью сохранившийся (отсутствует лишь пара букв на опоясывающей шар ленте) памятник в Альметьевске. Особого внимания заслуживает утраченная в московской копии фигура женщины — очевидно, по замыслу автора, она не только показывает Путь к Миру, но и призывает к нему народы, держа в левой руке свиток со словами: да будет Мир во всём Мире!
После Перестройки памятник в Альметьевске некоторое время находился под угрозой сноса, но граждане отстояли символ города. В 2012-2013 годах проведена реставрация фигур.

## Версия монумента в Москве
В 1957 году бронзовый монумент «Миру — мир!» был установлен в столице СССР, став, наряду с Голубем мира и расцветающей Ромашкой, символом VI Всемирного фестиваля молодежи и студентов.
Для установки памятника была удачно выбрана площадь перед монументальным сталинским жилым домом, на первом этаже которого ныне располагается театр Елены Камбуровой, в непосредственной близости от Новодевичьего монастыря. Выбор места был обусловлен близостью стадиона Лужники, на котором происходили главные события фестиваля.
С конца «лихих 90-х» изуродован: скульптура устремлённой в Будущее девушки исчезла, разрушенная (из-за коррозии и, вероятно, вандализма), и до сих пор не восстановлена; на земном шаре регулярно появляются граффити.
Некоторое время после Перестройки у выпускников Военного университета Министерства Обороны (ВУМО) существовала традиция: после получения диплома молодые офицеры одевали скульптуры в шинель и ушанку, после чего залезали на постамент и фотографировались. Эта традиция до некоторой степени напоминает традицию, связанную с памятником Крузенштерну в Санкт-Петербурге.
Видя прискорбное состояние созданной им композиции, Савицкий в конце 90-х годов неоднократно обращался к властям с предложением отреставрировать памятник на собственные средства, однако понимания не нашёл.
По состоянию на 2019 год памятник, стоящий на видном месте, частично отреставрирован (подновлён постамент), однако фигура девушки не возвращена.

## Поздние подражания
Монумент С. Л. Савицкого «Миру — мир!» являлся одной из первых композицией на данную тему. Внешне похожие изваяния других авторов более поздние. Из наиболее известных — композиция «Дружба народов» скульптора Л. Б. Кардашова в Твери на площади Мира (1957 г.) и монумент «Мир во всём мире» скульптора О. С. Кирюхина в Москве у Университета дружбы народов (1985 г.; увеличенная копия этой скульптуры в 1989 году подарена Хельсинки в ознаменование 15-летия подписания Заключительного акта Совещания по безопасности и сотрудничеству в Европе).